# Niccolò Fieschi
Niccolò Fieschi (Genova, 1456 – Roma, 15 giugno 1524) è stato un cardinale e arcivescovo cattolico italiano appartenente alla nobile famiglia genovese dei Fieschi.
Era figlio del patrizio Giacomo Fieschi e di Selvaggia Fieschi di Caneto. Era anche fratello di Santa Caterina Fieschi.

## Biografia
Fu ambasciatore della Repubblica di Genova in Francia. A partire dal 1484 fu vescovo di diverse diocesi francesi: nel 1484 Tolone, nel 1485 a Fréjus, quindi nel 1488 ad Agde, poi nuovamente a Fréjus dal 1495 al 1511, quando rinunciò a favore del nipote Urbano Fieschi. Dal 1504 alla morte fu amministratore apostolico della diocesi di Agde, dal 1507 al 1509 di quella di Senez, dal 1510 al 1518 fu amministratore apostolico dell'arcidiocesi di Embrun, dal 1518 alla morte fu amministratore apostolico della diocesi di Tolone.
Papa Alessandro VI lo creò cardinale diacono di Santa Lucia in Septisolio il 31 maggio 1503. Fino alla morte (1524) ricoprì importanti incarichi nella curia romana, divenendo uno dei più stretti collaboratori del papa Giulio II, alla morte del quale, nel 1513, fu indicato come uno dei possibili successori.
Divenne cardinale vescovo succedendo in diverse sedi suburbicarie: Albano, Sabina, Porto e Santa Rufina ed infine Ostia, mantenendo dal 1511, in commendam, il titolo di Santa Prisca fino alla morte.
Dal 1516 al novembre del 1517 fu arcivescovo di Ravenna, carica alla quale rinunciò in favore del nipote Urbano.
Morì a Roma il 15 giugno 1524 e fu sepolto nella Basilica di Santa Maria del Popolo.

## Successione apostolica
La successione apostolica è:
- Cardinale Tommaso De Vio, O.P. (1518)
- Cardinale Jacopo Sadoleto (1520)
- Vescovo Cesare Trivulzio (1523)